# Miyazaki (Miyazaki)
La ciudad de Miyazaki (宮崎市 Miyazaki-shi?) es la capital de la prefectura de Miyazaki. Está en la isla de Kyushu, al suroeste de Japón.

## Lugares de interés
- Jardín Botánico Subtropical de Aoshima

## Comunicaciones
- Carretera:
  - Autopista Miyazaki
  - Autopista Higashi-Kyūshū
  - Carretera Nacional 10: a Kagoshima y Kitakyushu
  - Carreteras Nacionales 219, 220, 268, 269, 448
- Tren:
  - JR Línea Nippō
  - JR Línea Nichinan

A 3,2 kilómetros al noroeste del centro se encuentra el aeropuerto de Miyazaki que sirve a toda la prefectura.

## Economía
Las actividades económicas más importantes son los hilados de seda y la industria del mueble.

## Ciudades hermanadas
Miyazaki está hermanada con las siguientes ciudades:
- Kashihara, Japón, desde 11 de febrero de 1966
- Waukegan, Estados Unidos, desde 3 de mayo de 1990
- Virginia Beach, Estados Unidos, desde 25 de mayo de 1992
- Boeun County, Corea del Sur, desde 6 de agosto de 1993
- Huludao, China, desde 16 de mayo de 2004

## Personajes célebres de la ciudad
- Yui Asaka (cantante y actriz)
- Watanabe Nobuyuki (profesor de Aikidō y quiroplástico)
- Takaki Kanehiro (doctor de la marina)
- Shinzo Koroki (futbolista)
- Miyuki Ishikawa (asesina serial)

## Ciudades limítrofes
- Miyakonojo
- Nichinan
- Saito

## Clima
| Parámetros climáticos promedio de Miyazaki | Parámetros climáticos promedio de Miyazaki | Parámetros climáticos promedio de Miyazaki | Parámetros climáticos promedio de Miyazaki | Parámetros climáticos promedio de Miyazaki | Parámetros climáticos promedio de Miyazaki | Parámetros climáticos promedio de Miyazaki | Parámetros climáticos promedio de Miyazaki | Parámetros climáticos promedio de Miyazaki | Parámetros climáticos promedio de Miyazaki | Parámetros climáticos promedio de Miyazaki | Parámetros climáticos promedio de Miyazaki | Parámetros climáticos promedio de Miyazaki | Parámetros climáticos promedio de Miyazaki |
| Mes                                        | Ene.                                       | Feb.                                       | Mar.                                       | Abr.                                       | May.                                       | Jun.                                       | Jul.                                       | Ago.                                       | Sep.                                       | Oct.                                       | Nov.                                       | Dic.                                       | Anual                                      |
| ------------------------------------------ | ------------------------------------------ | ------------------------------------------ | ------------------------------------------ | ------------------------------------------ | ------------------------------------------ | ------------------------------------------ | ------------------------------------------ | ------------------------------------------ | ------------------------------------------ | ------------------------------------------ | ------------------------------------------ | ------------------------------------------ | ------------------------------------------ |
| Temp. máx. abs. (°C)                       | 25.1                                       | 25.4                                       | 28.1                                       | 31.7                                       | 34.3                                       | 36.2                                       | 37.7                                       | 38.0                                       | 36.9                                       | 32.7                                       | 30.3                                       | 25.0                                       | 38.0                                       |
| Temp. máx. media (°C)                      | 12.7                                       | 13.8                                       | 16.7                                       | 20.7                                       | 24.1                                       | 26.8                                       | 31.4                                       | 31.0                                       | 28.1                                       | 24.3                                       | 19.5                                       | 15.1                                       | 22                                         |
| Temp. media (°C)                           | 7.5                                        | 8.6                                        | 11.9                                       | 16.1                                       | 19.9                                       | 23.1                                       | 27.3                                       | 27.2                                       | 24.4                                       | 19.4                                       | 14.3                                       | 9.6                                        | 17.4                                       |
| Temp. mín. media (°C)                      | 2.6                                        | 3.4                                        | 7.2                                        | 11.5                                       | 15.9                                       | 19.7                                       | 23.9                                       | 24.1                                       | 21.1                                       | 15.1                                       | 9.6                                        | 4.7                                        | 13.2                                       |
| Temp. mín. abs. (°C)                       | -7.5                                       | -6.6                                       | -4.1                                       | -1.5                                       | 3.1                                        | 9.2                                        | 16.0                                       | 16.4                                       | 9.7                                        | 2.6                                        | -2.7                                       | -7.2                                       | -7.5                                       |
| Lluvias (mm)                               | 63.8                                       | 90.8                                       | 182.1                                      | 212.5                                      | 239.3                                      | 429.2                                      | 309.4                                      | 290.2                                      | 354.6                                      | 181.8                                      | 95.0                                       | 60.0                                       | 2508.7                                     |
| Días de lluvias (≥ 0.5 mm)                 | 6.7                                        | 7.6                                        | 12.3                                       | 11.9                                       | 11.8                                       | 16.3                                       | 12.7                                       | 13.7                                       | 13.1                                       | 8.9                                        | 7.1                                        | 5.6                                        | 127.7                                      |
| Horas de sol                               | 182.8                                      | 167.3                                      | 175.8                                      | 179.0                                      | 173.3                                      | 133.6                                      | 205.5                                      | 208.6                                      | 155.5                                      | 176.9                                      | 168.1                                      | 189.6                                      | 2116                                       |
| Humedad relativa (%)                       | 65                                         | 66                                         | 69                                         | 70                                         | 73                                         | 82                                         | 76                                         | 79                                         | 80                                         | 75                                         | 73                                         | 70                                         | 73.2                                       |
| Fuente n.º 1: Japan Meteorological Agency  |                                            |                                            |                                            |                                            |                                            |                                            |                                            |                                            |                                            |                                            |                                            |                                            |                                            |
| Fuente n.º 2: Japan Meteorological Agency  |                                            |                                            |                                            |                                            |                                            |                                            |                                            |                                            |                                            |                                            |                                            |                                            |                                            |